# Faidros
Faidros (græsk: Φαῖδρος) er en dialog af Platon. Den dateres til omkring år 370 f.Kr. og er en af hans mellemste dialoger. Den står centralt i hans filosofiske forfatterskab og regnes også som et litterært højdepunkt.

## Tid, sted og struktur
Sokrates og Faidros mødes tilfældigt uden for Athen. Faidros kommer fra et besøg hos Lysias, som har skrevet en tale om kærlighed. Sokrates overtaler Faidros til at referere talen, og de to vandrer sammen i landskabet uden for Athens bymure.
Dialogen er ikke komponeret som en genfortælling af dagens hændelser, men gives i præsens gennem samtalen mellem Sokrates og Faidros. Dette er noget usædvanligt fra Platons hånd og står i skarp kontrast til en dialog, som Symposion, hvor op til flere lag med genfortællinger skiller dagens hændelser fra den refererede historie.

## På norsk
- Faidon; Symposion (Drikkegildet i Athen) ; Faidros, oversat af Egil Kraggerud, udgør bind 4 af Platons Samlede verker. Vidarforlaget, 2001. ISBN 82-90016-86-7